# 池州府
池州府，元朝至正二十一年（1361年），朱元璋改九华府置，治所在贵池县（今安徽省池州市贵池区）。辖境相当今安徽省池州、铜陵、青阳、石台、东至等市县地。池州府在明代属于南直隶，清代属于安徽省。
池州府下辖6个县：贵池县（首县）、青阳县、铜陵县、石埭县、建德县、东流县。清代，池州府与該省的徽州府、太平府、宁国府、广德直隶州以及江西省九江府相邻，与本省安庆府、庐州府隔长江相望。民国初年，全国废府，撤废池州府。

## 延伸阅读
[在维基数据编辑]
 《欽定古今圖書集成·方輿彙編·職方典·池州府部》，出自陈梦雷《古今圖書集成》